# Episodi di Uncle Grandpa (quinta stagione)
La quinta stagione di Uncle Grandpa è stata trasmessa su Cartoon Network negli Stati Uniti d'America a partire dal 16 dicembre 2016, in Italia nel 2017.
| N° | Titolo originale                           | Titolo italiano                      | Prima TV USA     | Prima TV Italia |
| -- | ------------------------------------------ | ------------------------------------ | ---------------- | --------------- |
| 1  | Sheep Deprivation                          | Conta le pecorelle                   | 16 dicembre 2016 | 2017            |
| 2  | Trash Cat                                  | Milton, gatto puzzolente             | 16 dicembre 2016 | 2017            |
| 3  | Uncle Grandpa's Odd-yssey                  | Salviamo Tigre Volante Gigante!      | 6 giugno 2017    | 2017            |
| 4  | Surprise Party                             | La festa a sorpresa                  | 6 giugno 2017    | 2017            |
| 5  | Late Night Good Morning with Uncle Grandpa | Lo show di Uncle Grandpa             | 7 giugno 2017    | 2017            |
| 6  | New Direction                              | Un grande attore                     | 8 giugno 2017    | 2017            |
| 7  | Anger Management                           | La gestione della rabbia             | 9 giugno 2017    | 2017            |
| 8  | Pizza Steve's Past                         | Il passato di Pizza Steve            | 19 giugno 2017   | 2017            |
| 9  | Diggin' a Hole                             | Scavando una buca                    | 20 giugno 2017   | 2017            |
| 10 | Broken Boogie                              | Chi ha paura dell'Uomo Nero?         | 21 giugno 2017   | 2017            |
| 11 | Uncle Grandpa's Uncle Grandpa              | A ognuno il suo Uncle Grandpa        | 22 giugno 2017   | 2017            |
| 12 | Transitional Phase                         | Passaggi temporali                   | 23 giugno 2017   | 2017            |
| 13 | Cartoon Factory                            | La fabbrica di cartoni animati       | 23 giugno 2017   | 2017            |
| 14 | Date with Gus                              | L'appuntamento di Gus                | 26 giugno 2017   | 2017            |
| 15 | What's the Big Idea?                       | A corto di idee                      | 26 giugno 2017   | 2017            |
| 16 | Full Grown Pizza                           | La pizza adulta                      | 27 giugno 2017   | 2017            |
| 17 | More Director Shorts                       | Le mini storie di Uncle Grandpa      | 27 giugno 2017   | 2017            |
| 18 | High Dive                                  | Paura del trampolino                 | 28 giugno 2017   | 2017            |
| 19 | Chess Master Steve                         | La partita a scacchi                 | 28 giugno 2017   | 2017            |
| 20 | Tiny Miracle's Tiny Miracle                | Miracoletto, un ragazzo vero         | 29 giugno 2017   | 2017            |
| 21 | Uncle Greedpa                              | Prestazioni a pagamento              | 29 giugno 2017   | 2017            |
| 22 | Exquisite Grandpa                          | Squisito Grandpa                     | 30 giugno 2017   | 2017            |
| 23 | Uncle Grandpa: The High School Years       | Uncle Grandpa: gli anni della scuola | 30 giugno 2017   | 2017            |